# سفیوس (دهانه)
سفیوس  یک دهانه برخوردی در ماه‌ است.

## دهانه‌های اقماری
این دهانه ۱ دهانه اقماری دارد.
| Cepheus | عرض جغرافیایی | طول جغرافیایی | قطر          |
| ------- | ------------- | ------------- | ------------ |
| A       | ۴۱.۰° N       | ۴۶.۵° E       | ۱۳.۰ کیلومتر |